# Alyxia semipallescens
Alyxia semipallescens är en oleanderväxtart som beskrevs av Ferdinand von Mueller. Alyxia semipallescens ingår i släktet Alyxia och familjen oleanderväxter. Inga underarter finns listade i Catalogue of Life.